# Nemanja Miletić (calciatore 26 luglio 1991)
Nemanja Miletić (in serbo Немања Милетић?; Loznica, 26 luglio 1991) è un calciatore serbo, difensore del Novi Pazar.

## Caratteristiche tecniche
È un terzino sinistro.

## Carriera

### Club
È cresciuto nelle giovanili della Stella Rossa.

### Nazionale
Tra il 2016 ed il 2017 ha giocato 2 partite con la nazionale serba.

## Statistiche

### Presenze e reti nei club
Statistiche aggiornate al 6 gennaio 2017.
| Stagione               | Squadra                | Campionato             | Campionato | Campionato | Coppe nazionali | Coppe nazionali | Coppe nazionali | Coppe continentali | Coppe continentali | Coppe continentali | Altre coppe | Altre coppe | Altre coppe | Totale | Totale | Totale |
| Stagione               | Squadra                | Comp                   | Pres       | Reti       | Comp            | Pres            | Reti            | Comp               | Pres               | Reti               | Comp        | Pres        | Reti        | Pres   | Reti   |        |
| ---------------------- | ---------------------- | ---------------------- | ---------- | ---------- | --------------- | --------------- | --------------- | ------------------ | ------------------ | ------------------ | ----------- | ----------- | ----------- | ------ | ------ | ------ |
| 2009-2010              | Sopot                  | 3L                     | 3          | 0          | KS              | 0               | 0               |                    | -                  | -                  |             | -           | -           | 3      | 0      |        |
| 2009-2010              | Radnički Stobex        | 3L                     | 10         | 0          | KS              | 0               | 0               |                    | -                  | -                  |             | -           | -           | 10     | 0      |        |
| 2010-2011              | Radnički Stobex        | 3L                     | 14         | 1          | KS              | 0               | 0               |                    | -                  | -                  |             | -           | -           | 14     | 1      |        |
| 2010-2011              | Sopot                  | 3L                     | 2          | 0          | KS              | 0               | 0               |                    | -                  | -                  |             | -           | -           | 2      | 0      |        |
| Totale Sopot           | Totale Sopot           | Totale Sopot           | 5          | 0          |                 | 0               | 0               |                    | -                  | -                  |             | -           | -           | 5      | 0      |        |
| 2011-2012              | Radnički Stobex        | 3L                     | 13         | 3          | KS              | 0               | 0               |                    | -                  | -                  |             | -           | -           | 13     | 3      |        |
| Totale Radnički Stobex | Totale Radnički Stobex | Totale Radnički Stobex | 37         | 4          |                 | 0               | 0               |                    | -                  | -                  |             | -           | -           | 37     | 4      |        |
| 2012-2013              | Mačva Šabac            | 3L                     | 20         | 1          | KS              | 0               | 0               |                    | -                  | -                  |             | -           | -           | 20     | 1      |        |
| 2013-2014              | Javor Ivanjica         | SL                     | 25         | 0          | KS              | 1               | 0               |                    | -                  | -                  |             | -           | -           | 26     | 0      |        |
| 2014-2015              | Javor Ivanjica         | 2L                     | 20         | 0          | KS              | 1               | 0               |                    | -                  | -                  |             | -           | -           | 21     | 0      |        |
| 2015-2016              | Javor Ivanjica         | SL                     | 34         | 0          | KS              | 6               | 0               |                    | -                  | -                  |             | -           | -           | 40     | 0      |        |
| Totale Javor Ivanjica  | Totale Javor Ivanjica  | Totale Javor Ivanjica  | 79         | 0          |                 | 8               | 0               |                    | -                  | -                  |             | -           | -           | 87     | 0      |        |
| 2016-2017              | Partizan               | SL                     | 32         | 1          | KS              | 4               | 0               | UEL                | 0                  | 0                  |             | -           | -           | 36     | 1      |        |
| 2017-2018              | Partizan               | SL                     | 14         | 1          | KS              | 1               | 0               | UCL+UEL            | 4+8                | 0                  |             | -           | -           | 27     | 1      |        |
| Totale carriera        | Totale carriera        | Totale carriera        | 187        | 7          |                 | 13              | 0               |                    | 12                 | 0                  |             | -           | -           | 212    | 7      |        |

### Cronologia presenze e reti in nazionale
| Cronologia completa delle presenze e delle reti in nazionale ― Slovacchia | Cronologia completa delle presenze e delle reti in nazionale ― Slovacchia | Cronologia completa delle presenze e delle reti in nazionale ― Slovacchia | Cronologia completa delle presenze e delle reti in nazionale ― Slovacchia | Cronologia completa delle presenze e delle reti in nazionale ― Slovacchia | Cronologia completa delle presenze e delle reti in nazionale ― Slovacchia | Cronologia completa delle presenze e delle reti in nazionale ― Slovacchia | Cronologia completa delle presenze e delle reti in nazionale ― Slovacchia |
| Data                                                                      | Città                                                                     | In casa                                                                   | Risultato                                                                 | Ospiti                                                                    | Competizione                                                              | Reti                                                                      | Note                                                                      |
| ------------------------------------------------------------------------- | ------------------------------------------------------------------------- | ------------------------------------------------------------------------- | ------------------------------------------------------------------------- | ------------------------------------------------------------------------- | ------------------------------------------------------------------------- | ------------------------------------------------------------------------- | ------------------------------------------------------------------------- |
| 29-9-2016                                                                 | Doha                                                                      | Qatar                                                                     | 3 – 0                                                                     | Serbia                                                                    | Amichevole                                                                | -                                                                         | 46’                                                                       |
| 29-1-2017                                                                 | Ginevra                                                                   | Stati Uniti                                                               | 0 – 0                                                                     | Serbia                                                                    | Amichevole                                                                | -                                                                         |                                                                           |
| Totale                                                                    |                                                                           | Presenze                                                                  | 2                                                                         |                                                                           | Reti                                                                      | 0                                                                         |                                                                           |

## Palmarès

### Club

#### Competizioni nazionali
- Campionato serbo: 1

Partizan: 2016-2017
- Coppa di Serbia: 2

Partizan: 2016-2017, 2018-2019